# Dlouhopolsko
Dlouhopolsko (en allemand : Langpolen) est une commune du district de Nymburk, dans la région de Bohême-Centrale, en République tchèque. Sa population s'élevait à 220 habitants en 2020.

## Géographie
Dlouhopolsko se trouve à 4 km au sud de Městec Králové, à 19 km à l'est de Nymburk et à 63 km à l'est-nord-est de Prague.
La commune est limitée par Městec Králové au nord, par Běrunice au nord-est et à l'est, par Kněžičky au sud-est, par Hradčany au sud, et par Opočnice à l'ouest.

## Histoire
La première mention écrite de la localité date de 1389.